# Idaea phaeocrossa
Idaea phaeocrossa là một loài bướm đêm trong họ Geometridae.